# Parahypsugo happoldorum
Parahypsugo happoldorum — вид рукокрилих ссавців родини лиликових (Vespertilionidae). Описаний у 2019 році.

## Поширення
Вид поширений в Західній Африці. Трапляється в Гвінеї та Ліберії.